# Christian Buglione
Christian Daniel Buglione (Ciudad de México; 26 de noviembre de 1978) es un futbolista mexicano que juega como delantero.

## Carrera
Comenzó su carrera en la Argentina en el año 1998 jugando para Centro Español de Haedo. Jugó para el club hasta 1999. Ese año se trasladó al Sacachispas. Jugó para el club hasta el año 2002. En ese año regresó a su país natal para formar parte del Estudiantes Tecos. En 2003 regresó a la Argentina para formar parte nuevamente de las filas del Sacachispas. Juega para ese club hasta el 2004. En ese año se trasladó al Lugano. Juega para ese club hasta 2005. En 2007 se fue al Liniers. En ese año se fue al Victoriano Arenas de Avellaneda. Juega para el club hasta 2008. Ese año se fue al Deportivo Riestra, en donde jugó desde hace más de 4 años.

## Nacionalidad
A pesar de ser mexicano, desarrolla la mayor parte de su carrera en Argentina y está nacionalizado argentino.

## Familia
Es hijo del argentino Daniel Buglione.

## Estadísticas
| Centro Español Argentina                             |                     |                     |      |      |   |   |   |     |      |      |
| 5.ª                                                  | 1998-99             | 24                  | 6    | —    | — | — | — | 24  | 6    |      |
| Total                                                | Total               | 24                  | 6    | 0    | 0 | 0 | 0 | 24  | 6    |      |
| Sacachispas Argentina                                |                     |                     |      |      |   |   |   |     |      |      |
| 5.ª                                                  | 1999-2000           | ?                   | ?    | —    | — | — | — | ?   | ?    |      |
| 4.ª                                                  | 2000-01             | ?                   | ?    | —    | — | — | — | ?   | ?    |      |
| 5.ª                                                  | 2001-02             | ?                   | ?    | —    | — | — | — | ?   | ?    |      |
| 5.ª                                                  | 2002-03             | ?                   | ?    | —    | — | — | — | ?   | ?    |      |
| 4.ª                                                  | 2003-04             | ?                   | ?    | —    | — | — | — | ?   | ?    |      |
| Total                                                | Total               | 135                 | 40   | 0    | 0 | 0 | 0 | 135 | 40   |      |
| Tecos · México                                       |                     |                     |      |      |   |   |   |     |      |      |
| 1.ª                                                  | 2002                | ?                   | ?    | —    | — | — | — | ?   | ?    |      |
| Total                                                | Total               | ?                   | ?    | 0    | 0 | 0 | 0 | ?   | ?    |      |
| Lugano Argentina                                     |                     |                     |      |      |   |   |   |     |      |      |
| 5.ª                                                  | 2004-05             | 23                  | 11   | —    | — | — | — | 23  | 11   |      |
| Total                                                | Total               | 23                  | 11   | 0    | 0 | 0 | 0 | 23  | 11   |      |
| Sports Salto Argentina                               |                     |                     |      |      |   |   |   |     |      |      |
| 6.ª                                                  | 2005                | 24                  | 20   | —    | — | — | — | 24  | 20   |      |
| 5.ª                                                  | 2006                | 1+                  | 1+   | —    | — | — | — | 1+  | 1+   |      |
| 6.ª                                                  | 2006                | 28                  | 30   | —    | — | — | — | 28  | 30   |      |
| Total                                                | Total               | 53+                 | 51+  | 0    | 0 | 0 | 0 | 53+ | 51+  |      |
| Liniers Argentina                                    |                     |                     |      |      |   |   |   |     |      |      |
| 5.ª                                                  | 2006-07             | 15                  | 3    | —    | — | — | — | 15  | 3    |      |
| Total                                                | Total               | 15                  | 3    | 0    | 0 | 0 | 0 | 15  | 3    |      |
| Victoriano Arenas Argentina                          |                     |                     |      |      |   |   |   |     |      |      |
| 5.ª                                                  | 2007-08             | 32                  | 21   | —    | — | — | — | 32  | 21   |      |
| Total                                                | Total               | 32                  | 21   | 0    | 0 | 0 | 0 | 32  | 21   |      |
| Deportivo Riestra Argentina                          |                     |                     |      |      |   |   |   |     |      |      |
| 5.ª                                                  | 2008-09             | 15                  | 3    | —    | — | — | — | 15  | 3    |      |
| 5.ª                                                  | 2009-10             | 30                  | 7    | —    | — | — | — | 30  | 7    |      |
| 5.ª                                                  | 2010-11             | 32                  | 13   | —    | — | — | — | 32  | 13   |      |
| 5.ª                                                  | 2011-12             | 31                  | 7    | 4    | 0 | — | — | 35  | 7    |      |
| Total                                                | Total               | 108                 | 30   | 4    | 0 | 0 | 0 | 112 | 30   |      |
| Total en su carrera                                  | Total en su carrera | Total en su carrera | 390+ | 162+ | 4 | 0 | 0 | 0   | 394+ | 162+ |
| (1) La copa nacional se refiere a la Copa Argentina. |                     |                     |      |      |   |   |   |     |      |      |

## Palmarés

### Torneos nacionales
| Título                     | Club         | Año       |
| -------------------------- | ------------ | --------- |
| Primera D                  | Sacachispas  | 1999-2000 |
| Primera D                  | Sacachispas  | 2002-03   |
| Torneo de las Cuatro Ligas | Sports Salto | 2005      |

### Otros logros
| Logro                                    | Club              | Año       |
| ---------------------------------------- | ----------------- | --------- |
| Ganador del Torneo Apertura de Primera D | Sacachispas       | 1999-2000 |
| Ganador del Torneo Clausura de Primera D | Sacachispas       | 2001-02   |
| Subcampeón de Primera D                  | Sacachispas       | 2001-02   |
| Ganador del Torneo Reducido de Primera D | Liniers           | 2006-07   |
| Subcampeón de Primera D                  | Deportivo Riestra | 2008-09   |

### Distinciones individuales
| Distinción                              | Club         | Año  |
| --------------------------------------- | ------------ | ---- |
| Goleador del Torneo de las Cuatro Ligas | Sports Salto | 2005 |
| Goleador del Torneo de las Cuatro Ligas | Sports Salto | 2006 |

## Clubes
| Club              | País      | Año       |
| ----------------- | --------- | --------- |
| Centro Español    | Argentina | 1998-1999 |
| Sacachispas       | Argentina | 1999-2002 |
| Estudiantes Tecos | México    | 2002      |
| Sacachispas       | Argentina | 2003-2004 |
| Lugano            | Argentina | 2004-2005 |
| Sports Salto      | Argentina | 2005-2006 |
| Liniers           | Argentina | 2007      |
| Victoriano Arenas | Argentina | 2007-2008 |
| Deportivo Riestra | Argentina | 2008-2012 |